# Campionati europei di trampolino elastico 2018
I Campionati europei di trampolino elastico 2018 sono stati la 26ª edizione della competizione organizzata dalla Unione Europea di Ginnastica. Si sono svolti a Brighton, in Gran Bretagna dal 12 al 16 aprile.

## Medagliere
| Posiz. | Nazione       | Oro | Argento | Bronzo | Totale |
| ------ | ------------- | --- | ------- | ------ | ------ |
| 1      | Russia        | 5   | 4       | 2      | 11     |
| 2      | Bielorussia   | 4   | 2       | 0      | 6      |
| 3      | Gran Bretagna | 3   | 3       | 1      | 7      |
| 4      | Portogallo    | 1   | 1       | 3      | 4      |
| 5      | Azerbaigian   | 1   | 1       | 0      | 2      |
| 6      | Francia       | 0   | 1       | 3      | 4      |
| 7      | Svezia        | 0   | 1       | 1      | 2      |
| 8      | Ucraina       | 0   | 0       | 2      | 2      |
| 8      | Danimarca     | 0   | 0       | 2      | 2      |
| 10     | Spagna        | 0   | 0       | 1      | 1      |
| Totale | Totale        | 14  | 14      | 14     | 42     |

## Podi

### Uomini
| Evento                   | Oro               | Argento           | Bronzo              |
| Individuale              | Diogo Ganchinho   | Mikita Ilynkh     | Allan Morante       |
| Sincronizzato            | Bielorussia       | Russia            | Francia             |
| Gara a squadre           | Bielorussia       | Russia            | Ucraina             |
| Minitrampolino           | Vasilii Markaskii | Jonas Nordfors    | Tiago Sampaio Romao |
| Minitrampolino a squadre | Russia            | Portogallo        | Spagna              |
| Tumbling                 | Mikhail Malkin    | Rasmus Steffensen | Vadim Afanasev      |
| Tumbling a squadre       | Russia            | Gran Bretagna     | Danimarca           |

### Donne
| Evento                   | Oro            | Argento          | Bronzo              |
| Individuale              | Yana Pavlova   | Hanna Hancharova | Katherine Driscoll  |
| Sincronizzato            | Bielorussia    | Azerbaigian      | Ucraina             |
| Gara a squadre           | Bielorussia    | Francia          | Portogallo          |
| Minitrampolino           | Kirsty Way     | Polina Troianova | Lina Sjoeberg       |
| Minitrampolino a squadre | Russia         | Gran Bretagna    | Portogallo          |
| Tumbling                 | Lucie Colebeck | Megan Kealy      | Viktoriia Danilenko |
| Tumbling a squadre       | Gran Bretagna  | Russia           | Francia             |